# Itapiúna
Itapiúna is een gemeente in de Braziliaanse deelstaat Ceará. De gemeente telt 18.610 inwoners (schatting 2009).
De gemeente grenst aan Capistrano, Aratuba, Baturité, Ibaretama, Quixadá, Choró en Canindé.